# Peber
 For alternative betydninger, se Peber (flertydig). (Se også artikler, som begynder med Peber)
Peber er et krydderi. Ordet bruges både om krydderier fra planteslægten peber (Piper) og om nogle krydderier fra planteslægten paprika (Capsicum) som f.eks cayennepeber. Paprika-slægten giver også chili, paprika og peberfrugt. Krydderier fra peber-planter betegnes som ægte peber.

## Varianter af ægte peber
- Grønne peberkorn er umodne frugter af planten sort peber (Piper nigrum). De kan fås friske, i saltlage eller frysetørrede. Smagen er mindre kraftig end hos sorte perberkorn.[1]
- Sorte peberkorn er umodne frugter af sort peber som er soltørrede.[1]
- Hvide peberkorn er modne frugter af sort peber som er udblødte i vand, hvorefter den mørke skal er fjernet, og de er soltørrede. De kan bl.a. bruges i lyse retter hvor man ikke ønsker sorte peberkorns sorte farve.[1]
- Lang peber er frugter fra planten langpeber (Piper longum)[1]
- Cubeb-peberkorn er frugter fra planten cubebapeber (Piper cubeba)[1]